# Pomponiano (I secolo d.C.)

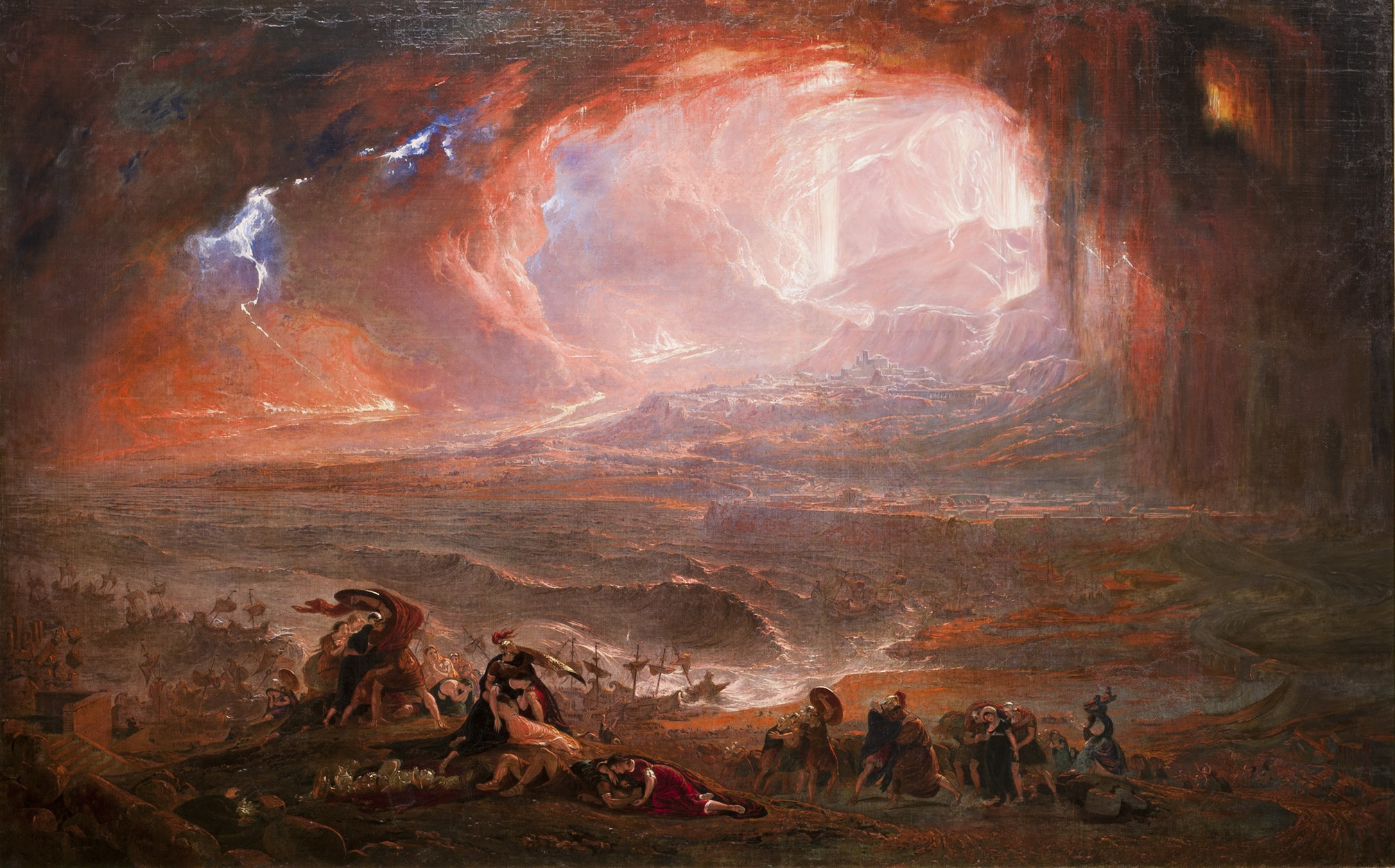
La celebre Eruzione del Vesuvio del 79, durante la quale Pomponiano perse la vita

Publio Tascio Pomponiano, conosciuto semplicemente come Pomponiano (in latino Publius Tascius Pomponianus; I secolo – Stabia, 25 agosto 79) è stato un senatore romano, grande amico di Plinio il Vecchio.

## Biografia
Pomponiano visse a Stabia, durante il I secolo, dove possedeva una villa sul promontorio della città, dove egli si trovava al tempo dell'eruzione del Vesuvio del 79. L'amico Plinio il Vecchio, inizialmente si trovava a Miseno, dove era comandante della flotta romana che vi aveva base.
Al momento dell'eruzione, dopo aver inviato soccorsi via mare, si imbarcò lui stesso per soccorrere Pomponiano e forse per vedere più da vicino l'eruzione. Giunto presso l'amico, rimase intrappolato con lui nella sua villa a causa di condizioni del mare avverse che non permettevano il reimbarco.
Plinio e Pomponiano dovettero decidere se, per il momento, fosse più sicuro rimanere in casa, e rischiare che il tetto cadesse sulle loro teste a causa del crescente accumulo di pomice e cenere, o se al contrario era preferibile uscire, rischiando di essere colpiti dalle pietre pomice stesse o da altri oggetti che stavano cadendo lì in quel momento. Si decisero infine a uscire e Plinio, anziano e corpulento, si rifugiò sulla spiaggia, assistito da uno schiavo. Qui morì, probabilmente soffocato. Il suo corpo rimasto abbandonato fu ritrovato successivamente.

## Possibili omonimi
Il Pomponiano, amico di Plinio, è, probabilmente, assimilabile a un certo Gaio Tullio Capito Pomponio Plozio Firmo, consul suffectus dell'84. Egli proveniva da una ricca famiglia e possedeva una villa nei pressi del Golfo di Napoli ed era conosciuto da Plinio e Tacito. Tuttavia, poco conosciamo della sua carriera politica, oltre al proconsolato del 96 in Africa. Forse il padre di Pomponio fu Plozio Firmo, prefetto del pretorio nel 68.